# Тони Джъд
Тони Робърт Джъд (на английски: Tony Robert Judt) е британско-американски историк и публицист от еврейски произход, син на имигранти от Русия и Румъния.

## Биография
Роден е на 2 януари 1948 г. в Лондон в нерелигиозно еврейско семейство, като през 60-те години живее за известно време в Израел и работи в армията по време на Шестдневната война. През 1972 г. завършва Кеймбриджкия университет, след което преподава последователно в Кеймбриджкия (1972 – 1978), Калифорнийския (1978 – 1980), Оксфордския (1980 – 1987) и Нюйоркския университет (1987 – 2010), като работи главно в областта на новата история на Франция. Придобива по-широка известност в последните години на живота си с книгата си „Postwar“, посветена на европейската история след Втората световна война, както и с публичните си критики на ционизма и призиви за създаване на единна многоетническа държава в Палестина.
Тони Джъд умира на 6 август 2010 г. в Ню Йорк.

## Отличия и награди
- 2007: „Награда за мир Ерих Мария Ремарк“
- 2008: Prix du Livre européen за книгата му „Postwar“